# 明娜·冯·巴恩赫姆
《明娜·冯·巴恩赫姆》（Minna von Barnhelm），又称作《士兵的幸运》，是莱辛创作的五幕喜剧。初稿于1763年。修改于1765年。定稿于1767年。

## 综评
故事的情节并不复杂。但是所反映的社会现实意义，则远远超过所谓的“喜剧”的定义。整出喜剧的编排基本还是遵照亚力士多德的古典封闭戏剧的结构安排。五幕分别承担了开端，发展，高潮，回降和结局的作用。人物虽然比更加严格的古典戏剧要稍多，达到10个，但是仍然不足以推翻它作为封闭结构的创作初衷。同时，本故事也严格遵守了时间和地点的统一。即故事发生在24小时间，地点是一家客店。
歌德曾高度评价过这部作品：这是一部反映了整个北德意志国家事件，七年战争所造成的畸形情况的作品1。

## 故事梗概
在普奥七年战争间为普鲁士一方服务的贵族青年，马杰·冯·忒尔赫姆因为经济纠纷产生的误解而被免职。第一幕讲述了他回到之前下榻的旅店，却被势利的店主因为没有按时缴付房租为由赶到了一间破房。而新住进他过去的房间里的一位年轻小姐，则恰恰是来德累斯顿寻找她未婚夫——即马杰的明娜。冯。巴尔赫姆小姐。明娜是萨克森乡间的贵族小姐。与她女仆健女伴同行而来。马杰虽然身陷困境，但是仍然没有丢失他为人诚实善良的本心。他不但免除了一个寡妇死去的丈夫对自己的欠债，也坚决辞退了过于曾受惠于他的巡官的经济援助，为了付清房钱，他抵押了自己和明娜的订婚戒指给店主。
第二幕，店主上楼来询问明娜的个人情况。并向她炫耀了自己新得的戒指。明娜一眼认出这是心上人的东西。追问之下，知道马杰已经来到了此地。两人最终见面，但是，马杰为了不拖累明娜，于是再三说违心的话，为了让明娜放弃对自己的爱情。明娜十分伤心。
第三幕，马杰写了一封信给明娜交待情况。傅朗西斯卡在和马杰过去的巡官——保尔的交涉下彼此产生好感。明娜虽然读了信却准备对马杰玩个小花招。以唤回他对她的爱情。
第四幕，傅朗西斯卡也加入了这场善意的欺骗。她骗马杰说因为明娜拒绝了叔叔给她安排的婚事已经被取消了继承权，眼下其实已经身无分文。而与此同时，明娜则遇见了前来找马杰的国王的法国官员，官员向她转述了对马杰的误解，以及不久复职信将递到。
第五幕，马杰恢复信心和勇气，决定和明娜一起去承担各种困难。此刻，复职信也刚到，马杰愈发感到新生。他找明娜要她与他走，但是明娜则装作不答应，并且将马杰的订婚戒指退给了他。马杰却误以为明娜将他给她的订婚戒指退回来，又气又悲，以为她此来就是来退婚的，于是甩手将出。明娜意识到玩笑开大，连忙解释，两人终于和好如初。而傅朗西斯卡和保尔，也成了幸福搭档。